# Liste der Nobelpreisträger

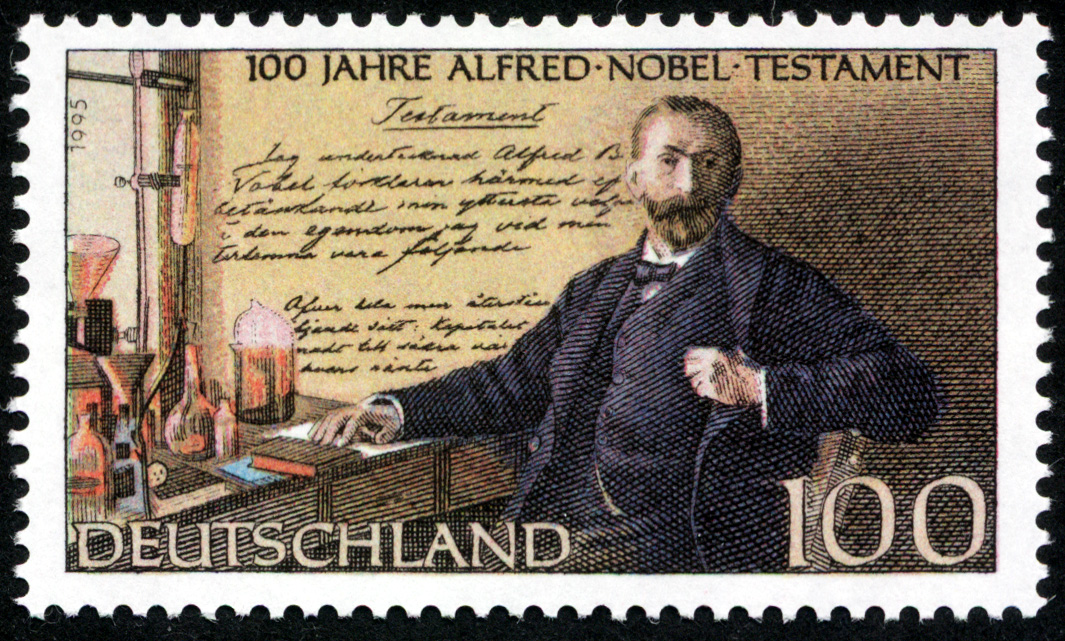
Briefmarke 100 Jahre Alfred-Nobel-Testament aus dem Briefmarken-Jahrgang 1995 der Bundesrepublik Deutschland

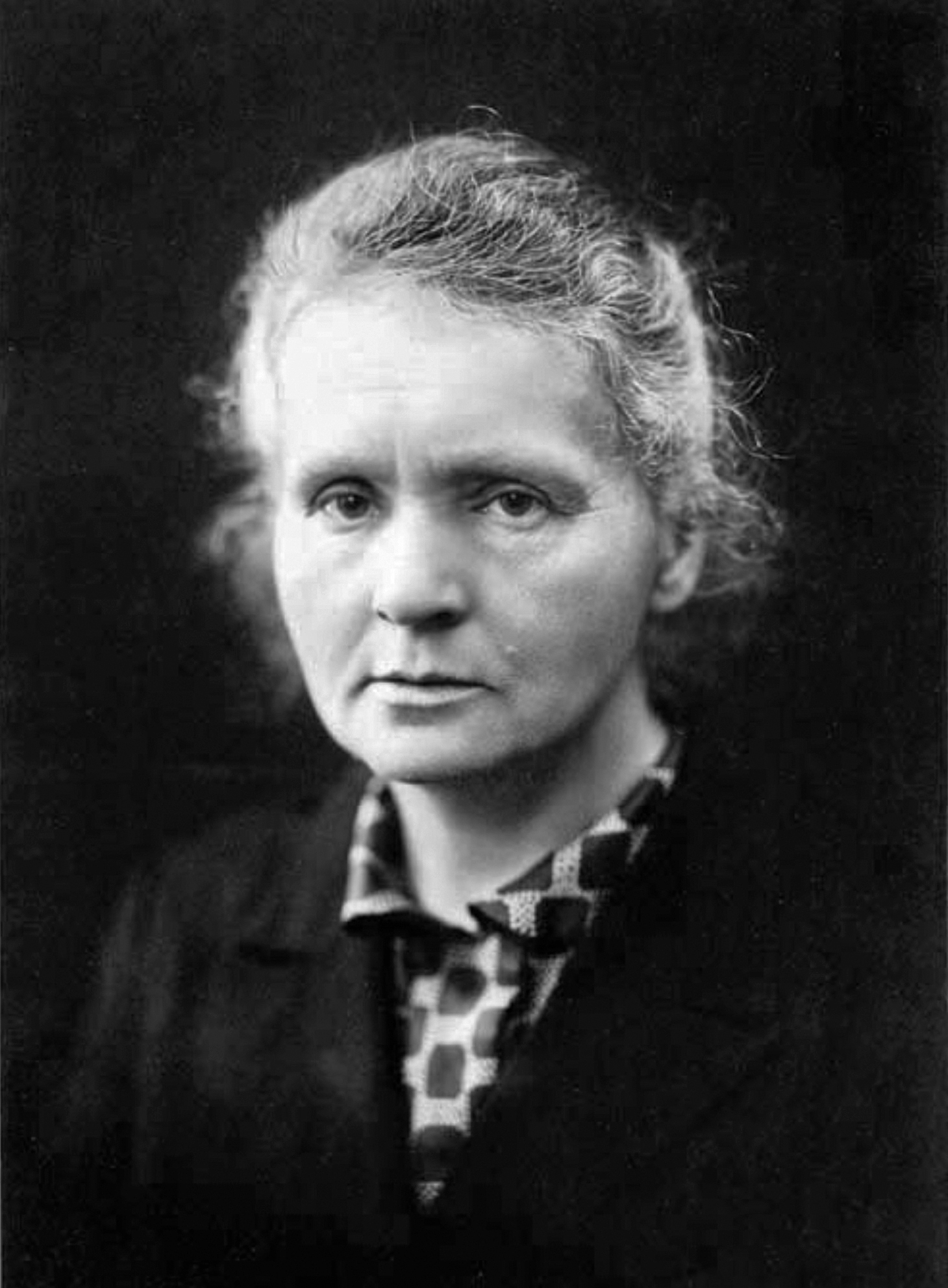
Marie Curie, Nobelpreisträgerin für Physik 1903 und für Chemie 1911

Die Liste der Nobelpreisträger zeigt alle Personen, die seit 1901 einen Nobelpreis für Physik, Chemie, Physiologie oder Medizin, Literatur und Frieden erhalten haben. Darüber hinaus werden auch die Preisträger des 1969 erstmals vergebenen Alfred-Nobel-Gedächtnispreises für Wirtschaftswissenschaften aufgeführt, der von der Schwedischen Reichsbank gestiftet wurde und zusammen mit den Nobelpreisen vergeben wird.

## Geschichte und Modalitäten
Den Grundstein für den Nobelpreis legte Alfred Nobel, der in seinem Testament die Einrichtung eines Preises verfügte, der aus den Zinsen seines Vermögens finanziert und in fünf gleich hoch dotierten Kategorien vergeben werden sollte. Dies führte zur Einrichtung der Nobelstiftung.
Die Nobelpreise werden jährlich durch die Königlich Schwedische Akademie der Wissenschaften, das Karolinska-Institut, die Schwedische Akademie und das Norwegische Nobelpreiskomitee an Personen und Organisationen für herausragende Leistungen auf den Gebieten Physik, Chemie, Physiologie oder Medizin, Literatur und Frieden verliehen.
Außerdem stiftete 1968 die Schwedische Reichsbank den Alfred-Nobel-Gedächtnispreis für Wirtschaftswissenschaften.
Für jeden Preis ist ein bestimmtes Komitee verantwortlich. Die Königliche Akademie der Wissenschaften verleiht die Preise für Physik, Chemie und Alfred-Nobel-Gedächtnispreis für Wirtschaftswissenschaften, das Karolinska-Institut den Preis für Physiologie oder Medizin, die Schwedische Akademie den Literaturnobelpreis, und das Norwegische Nobelkomitee verleiht den Friedensnobelpreis. Jeder Preisträger erhält eine Medaille, eine Urkunde und einen Geldpreis, dessen Höhe sich mit den Jahren veränderte. Im Jahr 1901 war jeder Preis mit 150 782 Schwedischen Kronen dotiert, das einem Wert von 7 799 542 Kronen (Stand Dezember 2008) entsprechen würde. Seit 2017 beträgt das Preisgeld 9 Millionen Kronen. Die feierliche Verleihung findet jährlich an Nobels Todestag am 10. Dezember in Stockholm und Oslo statt.
In den Jahren 1901–2017 erhielten 813 Einzelpersonen und 24 Organisationen den Nobelpreis. Darüber hinaus erhielten 79 Personen den Alfred-Nobel-Gedächtnispreis für Wirtschaftswissenschaften. Vier Nobelpreisträger wurden von ihren Regierungen genötigt, die Annahme zu verweigern. Den Deutschen Richard Kuhn (Chemie, 1938), Adolf Butenandt (Chemie, 1939), und Gerhard Domagk (Physiologie oder Medizin, 1939) wurde von dem nationalsozialistischen Regime verboten, die Auszeichnung anzunehmen. Die Sowjetunion zwang Boris Pasternak (Literatur, 1958), seinen Preis abzulehnen.
Zwei Laureaten, Jean-Paul Sartre (Literatur, 1964) und Lê Đức Thọ (Frieden, 1973), lehnten den Preis ab. Da Sartre alle offiziellen Ehrungen ausschlug, nahm er auch den Nobelpreis nicht an. Lê Ðức Thọ lehnte ihn wegen der damaligen Situation in Vietnam ab. Sieben Laureaten erhielten mehrfach einen Preis (John Bardeen, Marie Curie, Linus Pauling, Barry Sharpless, Frederick Sanger, das Internationale Rote Kreuz und das UNHCR). Dreimal, so oft wie kein anderer, zählte das Internationale Komitee vom Roten Kreuz (Frieden, 1917, 1944, 1963) zu den Preisträgern.
Unter den 923 Nobelpreisträgern waren 54 Frauen. Die erste Frau, der ein Nobelpreis zuerkannt wurde, war Marie Curie (Physik, 1903 und Chemie, 1911).
In den Jahren, in denen wegen besonderer Vorkommnisse oder fehlender würdiger Nominierungen kein Preis zugesprochen wurde, floss das Preisgeld zurück in den jeweiligen Stiftungsfonds. In den beiden Weltkriegen war dies häufig der Fall. In den Jahren 1940 bis 1942 wurde die Vergabe komplett eingestellt. Zuletzt wurde 1972 ein Preis nicht vergeben. Weiterhin kann die Vergabe des Preises auch um ein Jahr aufgeschoben werden, falls der Preis im entsprechenden Jahr nicht vergeben werden kann oder keine passenden Nominierungen eingegangen waren. Dies war zuletzt der Fall, als 2018 der Nobelpreis für Literatur wegen einer internen Krise der Schwedischen Akademie zunächst nicht vergeben wurde, was 2019 dann nachgeholt wurde.

## Preisträger
JavaScript muss aktiv sein, um diese Spalten alphabetisch sortieren zu können.

| Jahr | Nobelpreise                      | Nobelpreise                              | Nobelpreise                 | Nobelpreise                  | Nobelpreise                                                   | Alfred-Nobel- Gedächtnispreis für Wirtschafts- wissenschaften |
| Jahr | Physik                           | Chemie                                   | Physiologie oder Medizin    | Literatur                    | Frieden                                                       | Alfred-Nobel- Gedächtnispreis für Wirtschafts- wissenschaften |
| ---- | -------------------------------- | ---------------------------------------- | --------------------------- | ---------------------------- | ------------------------------------------------------------- | ------------------------------------------------------------- |
| 1901 | Wilhelm Conrad Röntgen           | Jacobus Henricus van ’t Hoff             | Emil von Behring            | Sully Prudhomme              | Henry Dunant                                                  |                                                               |
| 1901 | Wilhelm Conrad Röntgen           | Jacobus Henricus van ’t Hoff             | Emil von Behring            | Sully Prudhomme              | Frédéric Passy                                                |                                                               |
| 1902 | Hendrik Antoon Lorentz           | Emil Fischer                             | Ronald Ross                 | Theodor Mommsen              | Élie Ducommun                                                 |                                                               |
| 1902 | Pieter Zeeman                    | Emil Fischer                             | Ronald Ross                 | Theodor Mommsen              | Albert Gobat                                                  |                                                               |
| 1903 | Henri Becquerel                  | Svante Arrhenius                         | Niels Ryberg Finsen         | Bjørnstjerne Bjørnson        | William Randal Cremer                                         |                                                               |
| 1903 | Pierre Curie                     | Svante Arrhenius                         | Niels Ryberg Finsen         | Bjørnstjerne Bjørnson        | William Randal Cremer                                         |                                                               |
| 1903 | Marie Curie                      | Svante Arrhenius                         | Niels Ryberg Finsen         | Bjørnstjerne Bjørnson        | William Randal Cremer                                         |                                                               |
| 1904 | John Strutt, 3. Baron Rayleigh   | William Ramsay                           | Iwan Pawlow                 | Frédéric Mistral             | Institut de Droit international                               |                                                               |
| 1904 | John Strutt, 3. Baron Rayleigh   | William Ramsay                           | Iwan Pawlow                 | José Echegaray               | Institut de Droit international                               |                                                               |
| 1905 | Philipp Lenard                   | Adolf von Baeyer                         | Robert Koch                 | Henryk Sienkiewicz           | Bertha von Suttner                                            |                                                               |
| 1906 | Joseph John Thomson              | Henri Moissan                            | Camillo Golgi               | Giosuè Carducci              | Theodore Roosevelt                                            |                                                               |
| 1906 | Joseph John Thomson              | Henri Moissan                            | Santiago Ramón y Cajal      | Giosuè Carducci              | Theodore Roosevelt                                            |                                                               |
| 1907 | Albert Abraham Michelson         | Eduard Buchner                           | Alphonse Laveran            | Rudyard Kipling              | Ernesto Teodoro Moneta                                        |                                                               |
| 1907 | Albert Abraham Michelson         | Eduard Buchner                           | Alphonse Laveran            | Rudyard Kipling              | Louis Renault                                                 |                                                               |
| 1908 | Gabriel Lippmann                 | Ernest Rutherford                        | Ilja Metschnikow            | Rudolf Eucken                | Klas Pontus Arnoldson                                         |                                                               |
| 1908 | Gabriel Lippmann                 | Ernest Rutherford                        | Paul Ehrlich                | Rudolf Eucken                | Fredrik Bajer                                                 |                                                               |
| 1909 | Guglielmo Marconi                | Wilhelm Ostwald                          | Theodor Kocher              | Selma Lagerlöf               | Auguste Beernaert                                             |                                                               |
| 1909 | Ferdinand Braun                  | Wilhelm Ostwald                          | Theodor Kocher              | Selma Lagerlöf               | Paul Henri d’Estournelles de Constant                         |                                                               |
| 1910 | Johannes Diderik van der Waals   | Otto Wallach                             | Albrecht Kossel             | Paul Heyse                   | Bureau International Permanent de la Paix                     |                                                               |
| 1911 | Wilhelm Wien                     | Marie Curie                              | Allvar Gullstrand           | Maurice Maeterlinck          | Tobias Asser                                                  |                                                               |
| 1911 | Wilhelm Wien                     | Marie Curie                              | Allvar Gullstrand           | Maurice Maeterlinck          | Alfred Fried                                                  |                                                               |
| 1912 | Gustaf Dalén                     | Victor Grignard                          | Alexis Carrel               | Gerhart Hauptmann            | Elihu Root                                                    |                                                               |
| 1912 | Gustaf Dalén                     | Paul Sabatier                            | Alexis Carrel               | Gerhart Hauptmann            | Elihu Root                                                    |                                                               |
| 1913 | Heike Kamerlingh Onnes           | Alfred Werner                            | Charles Richet              | Rabindranath Tagore          | Henri La Fontaine                                             |                                                               |
| 1914 | Max von Laue                     | Theodore William Richards                | Robert Bárány               | nicht vergeben               | nicht vergeben                                                |                                                               |
| 1915 | William Henry Bragg              | Richard Willstätter                      | nicht vergeben              | Romain Rolland               | nicht vergeben                                                |                                                               |
| 1915 | William Lawrence Bragg           | Richard Willstätter                      | nicht vergeben              | Romain Rolland               | nicht vergeben                                                |                                                               |
| 1916 | nicht vergeben                   | nicht vergeben                           | nicht vergeben              | Verner von Heidenstam        | nicht vergeben                                                |                                                               |
| 1917 | Charles Glover Barkla            | nicht vergeben                           | nicht vergeben              | Karl Gjellerup               | Internationales Komitee vom Roten Kreuz                       |                                                               |
| 1917 | Charles Glover Barkla            | nicht vergeben                           | nicht vergeben              | Henrik Pontoppidan           | Internationales Komitee vom Roten Kreuz                       |                                                               |
| 1918 | Max Planck                       | Fritz Haber                              | nicht vergeben              | nicht vergeben               | nicht vergeben                                                |                                                               |
| 1919 | Johannes Stark                   | nicht vergeben                           | Jules Bordet                | Carl Spitteler               | Woodrow Wilson                                                |                                                               |
| 1920 | Charles Édouard Guillaume        | Walther Nernst                           | August Krogh                | Knut Hamsun                  | Léon Bourgeois                                                |                                                               |
| 1921 | Albert Einstein                  | Frederick Soddy                          | nicht vergeben              | Anatole France               | Hjalmar Branting                                              |                                                               |
| 1921 | Albert Einstein                  | Frederick Soddy                          | nicht vergeben              | Anatole France               | Christian Lange                                               |                                                               |
| 1922 | Niels Bohr                       | Francis William Aston                    | Archibald Vivian Hill       | Jacinto Benavente            | Fridtjof Nansen                                               |                                                               |
| 1922 | Niels Bohr                       | Francis William Aston                    | Otto Meyerhof               | Jacinto Benavente            | Fridtjof Nansen                                               |                                                               |
| 1923 | Robert Andrews Millikan          | Fritz Pregl                              | Frederick Banting           | William Butler Yeats         | nicht vergeben                                                |                                                               |
| 1923 | Robert Andrews Millikan          | Fritz Pregl                              | John Macleod                | William Butler Yeats         | nicht vergeben                                                |                                                               |
| 1924 | Manne Siegbahn                   | nicht vergeben                           | Willem Einthoven            | Władysław Reymont            | nicht vergeben                                                |                                                               |
| 1925 | James Franck                     | Richard Zsigmondy                        | nicht vergeben              | George Bernard Shaw          | Austen Chamberlain                                            |                                                               |
| 1925 | Gustav Hertz                     | Richard Zsigmondy                        | nicht vergeben              | George Bernard Shaw          | Charles G. Dawes                                              |                                                               |
| 1926 | Jean Perrin                      | The Svedberg                             | Johannes Fibiger            | Grazia Deledda               | Aristide Briand                                               |                                                               |
| 1926 | Jean Perrin                      | The Svedberg                             | Johannes Fibiger            | Grazia Deledda               | Gustav Stresemann                                             |                                                               |
| 1927 | Arthur Holly Compton             | Heinrich Wieland                         | Julius Wagner-Jauregg       | Henri Bergson                | Ferdinand Buisson                                             |                                                               |
| 1927 | Charles Thomson Rees Wilson      | Heinrich Wieland                         | Julius Wagner-Jauregg       | Henri Bergson                | Ludwig Quidde                                                 |                                                               |
| 1928 | Owen Willans Richardson          | Adolf Windaus                            | Charles Nicolle             | Sigrid Undset                | nicht vergeben                                                |                                                               |
| 1929 | Louis de Broglie                 | Arthur Harden                            | Christiaan Eijkman          | Thomas Mann                  | Frank Billings Kellogg                                        |                                                               |
| 1929 | Louis de Broglie                 | Hans von Euler-Chelpin                   | Frederick Hopkins           | Thomas Mann                  | Frank Billings Kellogg                                        |                                                               |
| 1930 | C. V. Raman                      | Hans Fischer                             | Karl Landsteiner            | Sinclair Lewis               | Nathan Söderblom                                              |                                                               |
| 1931 | nicht vergeben                   | Carl Bosch                               | Otto Warburg                | Erik Axel Karlfeldt          | Jane Addams                                                   |                                                               |
| 1931 | nicht vergeben                   | Friedrich Bergius                        | Otto Warburg                | Erik Axel Karlfeldt          | Nicholas Murray Butler                                        |                                                               |
| 1932 | Werner Heisenberg                | Irving Langmuir                          | Charles Scott Sherrington   | John Galsworthy              | nicht vergeben                                                |                                                               |
| 1932 | Werner Heisenberg                | Irving Langmuir                          | Edgar Adrian                | John Galsworthy              | nicht vergeben                                                |                                                               |
| 1933 | Erwin Schrödinger                | nicht vergeben                           | Thomas Hunt Morgan          | Iwan Bunin                   | Norman Angell                                                 |                                                               |
| 1933 | Paul Dirac                       | nicht vergeben                           | Thomas Hunt Morgan          | Iwan Bunin                   | Norman Angell                                                 |                                                               |
| 1934 | nicht vergeben                   | Harold C. Urey                           | George Hoyt Whipple         | Luigi Pirandello             | Arthur Henderson                                              |                                                               |
| 1934 | nicht vergeben                   | Harold C. Urey                           | George Richards Minot       | Luigi Pirandello             | Arthur Henderson                                              |                                                               |
| 1934 | nicht vergeben                   | Harold C. Urey                           | William Parry Murphy        | Luigi Pirandello             | Arthur Henderson                                              |                                                               |
| 1935 | James Chadwick                   | Frédéric Joliot-Curie                    | Hans Spemann                | nicht vergeben               | Carl von Ossietzky                                            |                                                               |
| 1935 | James Chadwick                   | Irène Joliot-Curie                       | Hans Spemann                | nicht vergeben               | Carl von Ossietzky                                            |                                                               |
| 1936 | Victor Franz Hess                | Peter Debye                              | Henry Dale                  | Eugene O’Neill               | Carlos Saavedra Lamas                                         |                                                               |
| 1936 | Carl D. Anderson                 | Peter Debye                              | Otto Loewi                  | Eugene O’Neill               | Carlos Saavedra Lamas                                         |                                                               |
| 1937 | Clinton Davisson                 | Walter Norman Haworth                    | Albert Szent-Györgyi        | Roger Martin du Gard         | Robert Cecil, 1. Viscount Cecil of Chelwood                   |                                                               |
| 1937 | George Paget Thomson             | Paul Karrer                              | Albert Szent-Györgyi        | Roger Martin du Gard         | Robert Cecil, 1. Viscount Cecil of Chelwood                   |                                                               |
| 1938 | Enrico Fermi                     | Richard Kuhn                             | Corneille Heymans           | Pearl S. Buck                | Office International Nansen pour les Réfugiés                 |                                                               |
| 1939 | Ernest Lawrence                  | Adolf Butenandt                          | Gerhard Domagk              | Frans Eemil Sillanpää        | nicht vergeben                                                |                                                               |
| 1939 | Ernest Lawrence                  | Leopold Ružička                          | Gerhard Domagk              | Frans Eemil Sillanpää        | nicht vergeben                                                |                                                               |
| 1940 | nicht vergeben                   | nicht vergeben                           | nicht vergeben              | nicht vergeben               | nicht vergeben                                                |                                                               |
| 1941 | nicht vergeben                   | nicht vergeben                           | nicht vergeben              | nicht vergeben               | nicht vergeben                                                |                                                               |
| 1942 | nicht vergeben                   | nicht vergeben                           | nicht vergeben              | nicht vergeben               | nicht vergeben                                                |                                                               |
| 1943 | Otto Stern                       | George de Hevesy                         | Henrik Dam                  | nicht vergeben               | nicht vergeben                                                |                                                               |
| 1943 | Otto Stern                       | George de Hevesy                         | Edward A. Doisy             | nicht vergeben               | nicht vergeben                                                |                                                               |
| 1944 | Isidor Isaac Rabi                | Otto Hahn                                | Joseph Erlanger             | Johannes Vilhelm Jensen      | Internationales Komitee vom Roten Kreuz                       |                                                               |
| 1944 | Isidor Isaac Rabi                | Otto Hahn                                | Herbert Spencer Gasser      | Johannes Vilhelm Jensen      | Internationales Komitee vom Roten Kreuz                       |                                                               |
| 1945 | Wolfgang Pauli                   | Artturi Ilmari Virtanen                  | Alexander Fleming           | Gabriela Mistral             | Cordell Hull                                                  |                                                               |
| 1945 | Wolfgang Pauli                   | Artturi Ilmari Virtanen                  | Ernst Boris Chain           | Gabriela Mistral             | Cordell Hull                                                  |                                                               |
| 1945 | Wolfgang Pauli                   | Artturi Ilmari Virtanen                  | Howard Florey               | Gabriela Mistral             | Cordell Hull                                                  |                                                               |
| 1946 | Percy Williams Bridgman          | James Batcheller Sumner                  | Hermann Joseph Muller       | Hermann Hesse                | Emily Greene Balch                                            |                                                               |
| 1946 | Percy Williams Bridgman          | John Howard Northrop                     | Hermann Joseph Muller       | Hermann Hesse                | John Raleigh Mott                                             |                                                               |
| 1946 | Percy Williams Bridgman          | Wendell Meredith Stanley                 | Hermann Joseph Muller       | Hermann Hesse                | John Raleigh Mott                                             |                                                               |
| 1947 | Edward Victor Appleton           | Robert Robinson                          | Carl Ferdinand Cori         | André Gide                   | Friends Service Council                                       |                                                               |
| 1947 | Edward Victor Appleton           | Robert Robinson                          | Gerty Cori                  | André Gide                   | American Friends Service Committee                            |                                                               |
| 1947 | Edward Victor Appleton           | Robert Robinson                          | Bernardo Alberto Houssay    | André Gide                   | American Friends Service Committee                            |                                                               |
| 1948 | Patrick Blackett, Baron Blackett | Arne Tiselius                            | Paul Hermann Müller         | T. S. Eliot                  | nicht vergeben                                                |                                                               |
| 1949 | Hideki Yukawa                    | William Francis Giauque                  | Walter Hess                 | William Faulkner             | John Boyd Orr, 1. Baron Boyd-Orr                              |                                                               |
| 1949 | Hideki Yukawa                    | William Francis Giauque                  | António Egas Moniz          | William Faulkner             | John Boyd Orr, 1. Baron Boyd-Orr                              |                                                               |
| 1950 | Cecil Powell                     | Otto Diels                               | Edward Calvin Kendall       | Bertrand Russell             | Ralph Bunche                                                  |                                                               |
| 1950 | Cecil Powell                     | Kurt Alder                               | Tadeus Reichstein           | Bertrand Russell             | Ralph Bunche                                                  |                                                               |
| 1950 | Cecil Powell                     | Kurt Alder                               | Philip Showalter Hench      | Bertrand Russell             | Ralph Bunche                                                  |                                                               |
| 1951 | John Cockcroft                   | Edwin Mattison McMillan                  | Max Theiler                 | Pär Lagerkvist               | Léon Jouhaux                                                  |                                                               |
| 1951 | Ernest T.S. Walton               | Glenn T. Seaborg                         | Max Theiler                 | Pär Lagerkvist               | Léon Jouhaux                                                  |                                                               |
| 1952 | Felix Bloch                      | Archer J. P. Martin                      | Selman Abraham Waksman      | François Mauriac             | Albert Schweitzer                                             |                                                               |
| 1952 | Edward Mills Purcell             | Richard L. M. Synge                      | Selman Abraham Waksman      | François Mauriac             | Albert Schweitzer                                             |                                                               |
| 1953 | Frits Zernike                    | Hermann Staudinger                       | Hans Adolf Krebs            | Winston Churchill            | George C. Marshall                                            |                                                               |
| 1953 | Frits Zernike                    | Hermann Staudinger                       | Fritz Lipmann               | Winston Churchill            | George C. Marshall                                            |                                                               |
| 1954 | Max Born                         | Linus Pauling                            | John Franklin Enders        | Ernest Hemingway             | Hoher Flüchtlingskommissar der Vereinten Nationen (UNHCR)     |                                                               |
| 1954 | Walther Bothe                    | Linus Pauling                            | Thomas Huckle Weller        | Ernest Hemingway             | Hoher Flüchtlingskommissar der Vereinten Nationen (UNHCR)     |                                                               |
| 1954 | Walther Bothe                    | Linus Pauling                            | Frederick Chapman Robbins   | Ernest Hemingway             | Hoher Flüchtlingskommissar der Vereinten Nationen (UNHCR)     |                                                               |
| 1955 | Willis Eugene Lamb               | Vincent du Vigneaud                      | Hugo Theorell               | Halldór Laxness              | nicht vergeben                                                |                                                               |
| 1955 | Polykarp Kusch                   | Vincent du Vigneaud                      | Hugo Theorell               | Halldór Laxness              | nicht vergeben                                                |                                                               |
| 1956 | William Bradford Shockley        | Cyril Norman Hinshelwood                 | André Frédéric Cournand     | Juan Ramón Jiménez           | nicht vergeben                                                |                                                               |
| 1956 | John Bardeen                     | Nikolai Nikolajewitsch Semjonow          | Werner Forßmann             | Juan Ramón Jiménez           | nicht vergeben                                                |                                                               |
| 1956 | Walter Houser Brattain           | Nikolai Nikolajewitsch Semjonow          | Dickinson W. Richards       | Juan Ramón Jiménez           | nicht vergeben                                                |                                                               |
| 1957 | Chen Ning Yang                   | Alexander Robertus Todd                  | Daniel Bovet                | Albert Camus                 | Lester Pearson                                                |                                                               |
| 1957 | Tsung-Dao Lee                    | Alexander Robertus Todd                  | Daniel Bovet                | Albert Camus                 | Lester Pearson                                                |                                                               |
| 1958 | Pawel A. Tscherenkow             | Frederick Sanger                         | George Wells Beadle         | Boris Pasternak              | Georges Pire                                                  |                                                               |
| 1958 | Ilja M. Frank                    | Frederick Sanger                         | Edward Lawrie Tatum         | Boris Pasternak              | Georges Pire                                                  |                                                               |
| 1958 | Igor J. Tamm                     | Frederick Sanger                         | Joshua Lederberg            | Boris Pasternak              | Georges Pire                                                  |                                                               |
| 1959 | Emilio Segrè                     | Jaroslav Heyrovský                       | Severo Ochoa                | Salvatore Quasimodo          | Philip Noel-Baker                                             |                                                               |
| 1959 | Owen Chamberlain                 | Jaroslav Heyrovský                       | Arthur Kornberg             | Salvatore Quasimodo          | Philip Noel-Baker                                             |                                                               |
| 1960 | Donald Arthur Glaser             | Willard Libby                            | Frank Macfarlane Burnet     | Saint-John Perse             | Albert John Luthuli                                           |                                                               |
| 1960 | Donald Arthur Glaser             | Willard Libby                            | Peter Medawar               | Saint-John Perse             | Albert John Luthuli                                           |                                                               |
| 1961 | Robert Hofstadter                | Melvin Calvin                            | Georg von Békésy            | Ivo Andrić                   | Dag Hammarskjöld                                              |                                                               |
| 1961 | Rudolf Mößbauer                  | Melvin Calvin                            | Georg von Békésy            | Ivo Andrić                   | Dag Hammarskjöld                                              |                                                               |
| 1962 | Lew Landau                       | Max Ferdinand Perutz                     | Francis Crick               | John Steinbeck               | Linus Pauling                                                 |                                                               |
| 1962 | Lew Landau                       | John Cowdery Kendrew                     | James Watson                | John Steinbeck               | Linus Pauling                                                 |                                                               |
| 1962 | Lew Landau                       | John Cowdery Kendrew                     | Maurice Wilkins             | John Steinbeck               | Linus Pauling                                                 |                                                               |
| 1963 | Eugene Paul Wigner               | Karl Ziegler                             | John Carew Eccles           | Giorgos Seferis              | Internationales Komitee vom Roten Kreuz                       |                                                               |
| 1963 | Maria Goeppert-Mayer             | Giulio Natta                             | Alan Lloyd Hodgkin          | Giorgos Seferis              | Liga der Rotkreuz-Gesellschaften                              |                                                               |
| 1963 | Johannes Hans Daniel Jensen      | Giulio Natta                             | Andrew Fielding Huxley      | Giorgos Seferis              | Liga der Rotkreuz-Gesellschaften                              |                                                               |
| 1964 | Charles Hard Townes              | Dorothy Crowfoot Hodgkin                 | Konrad Bloch                | Jean-Paul Sartre             | Martin Luther King                                            |                                                               |
| 1964 | Nikolai G. Bassow                | Dorothy Crowfoot Hodgkin                 | Feodor Lynen                | Jean-Paul Sartre             | Martin Luther King                                            |                                                               |
| 1964 | Alexander M. Prochorow           | Dorothy Crowfoot Hodgkin                 | Feodor Lynen                | Jean-Paul Sartre             | Martin Luther King                                            |                                                               |
| 1965 | Sin-Itiro Tomonaga               | Robert B. Woodward                       | François Jacob              | Michail Scholochow           | Kinderhilfswerk der Vereinten Nationen (UNICEF)               |                                                               |
| 1965 | Julian Seymour Schwinger         | Robert B. Woodward                       | André Lwoff                 | Michail Scholochow           | Kinderhilfswerk der Vereinten Nationen (UNICEF)               |                                                               |
| 1965 | Richard Feynman                  | Robert B. Woodward                       | Jacques Monod               | Michail Scholochow           | Kinderhilfswerk der Vereinten Nationen (UNICEF)               |                                                               |
| 1966 | Alfred Kastler                   | Robert Mulliken                          | Francis Peyton Rous         | Samuel Agnon                 | nicht vergeben                                                |                                                               |
| 1966 | Alfred Kastler                   | Robert Mulliken                          | Charles B. Huggins          | Nelly Sachs                  | nicht vergeben                                                |                                                               |
| 1967 | Hans Bethe                       | Manfred Eigen                            | Ragnar Granit               | Miguel Ángel Asturias        | nicht vergeben                                                |                                                               |
| 1967 | Hans Bethe                       | Ronald George Wreyford Norrish           | Haldan Keffer Hartline      | Miguel Ángel Asturias        | nicht vergeben                                                |                                                               |
| 1967 | Hans Bethe                       | George Porter, Baron Porter of Luddenham | George Wald                 | Miguel Ángel Asturias        | nicht vergeben                                                |                                                               |
| 1968 | Luis Walter Alvarez              | Lars Onsager                             | Robert W. Holley            | Yasunari Kawabata            | René Cassin                                                   |                                                               |
| 1968 | Luis Walter Alvarez              | Lars Onsager                             | Har Gobind Khorana          | Yasunari Kawabata            | René Cassin                                                   |                                                               |
| 1968 | Luis Walter Alvarez              | Lars Onsager                             | Marshall Warren Nirenberg   | Yasunari Kawabata            | René Cassin                                                   |                                                               |
| 1969 | Murray Gell-Mann                 | Derek H. R. Barton                       | Max Delbrück                | Samuel Beckett               | Internationale Arbeitsorganisation (ILO)                      | erstmals 1969 vergeben                                        |
| 1969 | Murray Gell-Mann                 | Odd Hassel                               | Alfred Day Hershey          | Samuel Beckett               | Internationale Arbeitsorganisation (ILO)                      | Ragnar Anton Kittil Frisch                                    |
| 1969 | Murray Gell-Mann                 | Odd Hassel                               | Salvador Edward Luria       | Samuel Beckett               | Internationale Arbeitsorganisation (ILO)                      | Jan Tinbergen                                                 |
| 1970 | Hannes Alfvén                    | Luis Federico Leloir                     | Bernard Katz                | Alexander Solschenizyn       | Norman Borlaug                                                | Paul A. Samuelson                                             |
| 1970 | Louis Néel                       | Luis Federico Leloir                     | Ulf von Euler               | Alexander Solschenizyn       | Norman Borlaug                                                | Paul A. Samuelson                                             |
| 1970 | Louis Néel                       | Luis Federico Leloir                     | Julius Axelrod              | Alexander Solschenizyn       | Norman Borlaug                                                | Paul A. Samuelson                                             |
| 1971 | Dennis Gabor                     | Gerhard Herzberg                         | Earl Wilbur Sutherland      | Pablo Neruda                 | Willy Brandt                                                  | Simon Smith Kuznets                                           |
| 1972 | John Bardeen                     | Christian B. Anfinsen                    | Gerald M. Edelman           | Heinrich Böll                | nicht vergeben                                                | John R. Hicks                                                 |
| 1972 | Leon Neil Cooper                 | Stanford Moore                           | Rodney R. Porter            | Heinrich Böll                | nicht vergeben                                                | Kenneth Arrow                                                 |
| 1972 | John Robert Schrieffer           | William Howard Stein                     | Rodney R. Porter            | Heinrich Böll                | nicht vergeben                                                | Kenneth Arrow                                                 |
| 1973 | Leo Esaki                        | Ernst Otto Fischer                       | Karl von Frisch             | Patrick White                | Henry Kissinger                                               | Wassily Leontief                                              |
| 1973 | Ivar Giaever                     | Geoffrey Wilkinson                       | Konrad Lorenz               | Patrick White                | Lê Đức Thọ                                                    | Wassily Leontief                                              |
| 1973 | Brian David Josephson            | Geoffrey Wilkinson                       | Nikolaas Tinbergen          | Patrick White                | Lê Đức Thọ                                                    | Wassily Leontief                                              |
| 1974 | Martin Ryle                      | Paul Flory                               | Albert Claude               | Eyvind Johnson               | Seán MacBride                                                 | Gunnar Myrdal                                                 |
| 1974 | Antony Hewish                    | Paul Flory                               | Christian de Duve           | Harry Martinson              | Satō Eisaku                                                   | Friedrich August von Hayek                                    |
| 1974 | Antony Hewish                    | Paul Flory                               | George E. Palade            | Harry Martinson              | Satō Eisaku                                                   | Friedrich August von Hayek                                    |
| 1975 | Aage Niels Bohr                  | John W. Cornforth                        | David Baltimore             | Eugenio Montale              | Andrei Sacharow                                               | Leonid W. Kantorowitsch                                       |
| 1975 | Ben Mottelson                    | Vladimir Prelog                          | Renato Dulbecco             | Eugenio Montale              | Andrei Sacharow                                               | Tjalling C. Koopmans                                          |
| 1975 | James Rainwater                  | Vladimir Prelog                          | Howard M. Temin             | Eugenio Montale              | Andrei Sacharow                                               | Tjalling C. Koopmans                                          |
| 1976 | Burton Richter                   | William Lipscomb                         | Baruch Samuel Blumberg      | Saul Bellow                  | Betty Williams                                                | Milton Friedman                                               |
| 1976 | Samuel Chao Chung Ting           | William Lipscomb                         | Daniel Carleton Gajdusek    | Saul Bellow                  | Mairead Corrigan                                              | Milton Friedman                                               |
| 1977 | Philip Warren Anderson           | Ilya Prigogine                           | Roger Guillemin             | Vicente Aleixandre           | Amnesty International                                         | Bertil Ohlin                                                  |
| 1977 | Nevill Francis Mott              | Ilya Prigogine                           | Andrew Victor Schally       | Vicente Aleixandre           | Amnesty International                                         | James Edward Meade                                            |
| 1977 | John Hasbrouck Van Vleck         | Ilya Prigogine                           | Rosalyn Sussman Yalow       | Vicente Aleixandre           | Amnesty International                                         | James Edward Meade                                            |
| 1978 | Pjotr Kapiza                     | Peter D. Mitchell                        | Werner Arber                | Isaac Bashevis Singer        | Anwar as-Sadat                                                | Herbert A. Simon                                              |
| 1978 | Arno Penzias                     | Peter D. Mitchell                        | Daniel Nathans              | Isaac Bashevis Singer        | Menachem Begin                                                | Herbert A. Simon                                              |
| 1978 | Robert Woodrow Wilson            | Peter D. Mitchell                        | Hamilton Othanel Smith      | Isaac Bashevis Singer        | Menachem Begin                                                | Herbert A. Simon                                              |
| 1979 | Sheldon Lee Glashow              | Herbert Charles Brown                    | Allan McLeod Cormack        | Odysseas Elytis              | Mutter Teresa                                                 | Theodore W. Schultz                                           |
| 1979 | Abdus Salam                      | Georg Wittig                             | Godfrey Hounsfield          | Odysseas Elytis              | Mutter Teresa                                                 | W. Arthur Lewis                                               |
| 1979 | Steven Weinberg                  | Georg Wittig                             | Godfrey Hounsfield          | Odysseas Elytis              | Mutter Teresa                                                 | W. Arthur Lewis                                               |
| 1980 | James Cronin                     | Paul Berg                                | Baruj Benacerraf            | Czesław Miłosz               | Adolfo Pérez Esquivel                                         | Lawrence Klein                                                |
| 1980 | Val Fitch                        | Walter Gilbert                           | Jean Dausset                | Czesław Miłosz               | Adolfo Pérez Esquivel                                         | Lawrence Klein                                                |
| 1980 | Val Fitch                        | Frederick Sanger                         | George Davis Snell          | Czesław Miłosz               | Adolfo Pérez Esquivel                                         | Lawrence Klein                                                |
| 1981 | Nicolaas Bloembergen             | Kenichi Fukui                            | Roger Sperry                | Elias Canetti                | Hoher Flüchtlingskommissar der Vereinten Nationen (UNHCR)     | James Tobin                                                   |
| 1981 | Arthur Leonard Schawlow          | Roald Hoffmann                           | David H. Hubel              | Elias Canetti                | Hoher Flüchtlingskommissar der Vereinten Nationen (UNHCR)     | James Tobin                                                   |
| 1981 | Kai Siegbahn                     | Roald Hoffmann                           | Torsten N. Wiesel           | Elias Canetti                | Hoher Flüchtlingskommissar der Vereinten Nationen (UNHCR)     | James Tobin                                                   |
| 1982 | Kenneth Wilson                   | Aaron Klug                               | Sune Bergström              | Gabriel García Márquez       | Alva Myrdal                                                   | George Stigler                                                |
| 1982 | Kenneth Wilson                   | Aaron Klug                               | Bengt I. Samuelsson         | Gabriel García Márquez       | Alfonso García Robles                                         | George Stigler                                                |
| 1982 | Kenneth Wilson                   | Aaron Klug                               | John Robert Vane            | Gabriel García Márquez       | Alfonso García Robles                                         | George Stigler                                                |
| 1983 | Subrahmanyan Chandrasekhar       | Henry Taube                              | Barbara McClintock          | William Golding              | Lech Wałęsa                                                   | Gérard Debreu                                                 |
| 1983 | William Alfred Fowler            | Henry Taube                              | Barbara McClintock          | William Golding              | Lech Wałęsa                                                   | Gérard Debreu                                                 |
| 1984 | Carlo Rubbia                     | Robert Bruce Merrifield                  | Niels Kaj Jerne             | Jaroslav Seifert             | Desmond Tutu                                                  | Richard Stone                                                 |
| 1984 | Simon van der Meer               | Robert Bruce Merrifield                  | Georges J. F. Köhler        | Jaroslav Seifert             | Desmond Tutu                                                  | Richard Stone                                                 |
| 1984 | Simon van der Meer               | Robert Bruce Merrifield                  | César Milstein              | Jaroslav Seifert             | Desmond Tutu                                                  | Richard Stone                                                 |
| 1985 | Klaus von Klitzing               | Herbert A. Hauptman                      | Michael Stuart Brown        | Claude Simon                 | Internationale Ärzte für die Verhütung des Atomkriegs (IPPNW) | Franco Modigliani                                             |
| 1985 | Klaus von Klitzing               | Jerome Karle                             | Joseph L. Goldstein         | Claude Simon                 | Internationale Ärzte für die Verhütung des Atomkriegs (IPPNW) | Franco Modigliani                                             |
| 1986 | Ernst Ruska                      | Dudley R. Herschbach                     | Stanley Cohen               | Wole Soyinka                 | Elie Wiesel                                                   | James M. Buchanan                                             |
| 1986 | Gerd Binnig                      | Yuan T. Lee                              | Rita Levi-Montalcini        | Wole Soyinka                 | Elie Wiesel                                                   | James M. Buchanan                                             |
| 1986 | Heinrich Rohrer                  | John C. Polanyi                          | Rita Levi-Montalcini        | Wole Soyinka                 | Elie Wiesel                                                   | James M. Buchanan                                             |
| 1987 | Georg Bednorz                    | Donald J. Cram                           | Susumu Tonegawa             | Joseph Brodsky               | Óscar Arias Sánchez                                           | Robert M. Solow                                               |
| 1987 | Karl Alexander Müller            | Jean-Marie Lehn                          | Susumu Tonegawa             | Joseph Brodsky               | Óscar Arias Sánchez                                           | Robert M. Solow                                               |
| 1987 | Karl Alexander Müller            | Charles Pedersen                         | Susumu Tonegawa             | Joseph Brodsky               | Óscar Arias Sánchez                                           | Robert M. Solow                                               |
| 1988 | Leon Max Lederman                | Johann Deisenhofer                       | James Whyte Black           | Nagib Mahfuz                 | Friedenstruppen der Vereinten Nationen                        | Maurice Allais                                                |
| 1988 | Melvin Schwartz                  | Robert Huber                             | Gertrude Belle Elion        | Nagib Mahfuz                 | Friedenstruppen der Vereinten Nationen                        | Maurice Allais                                                |
| 1988 | Jack Steinberger                 | Hartmut Michel                           | George Herbert Hitchings    | Nagib Mahfuz                 | Friedenstruppen der Vereinten Nationen                        | Maurice Allais                                                |
| 1989 | Norman Ramsey                    | Sidney Altman                            | John Michael Bishop         | Camilo José Cela             | Tenzin Gyatso, der 14. Dalai Lama                             | Trygve Haavelmo                                               |
| 1989 | Hans Georg Dehmelt               | Thomas R. Cech                           | Harold E. Varmus            | Camilo José Cela             | Tenzin Gyatso, der 14. Dalai Lama                             | Trygve Haavelmo                                               |
| 1989 | Wolfgang Paul                    | Thomas R. Cech                           | Harold E. Varmus            | Camilo José Cela             | Tenzin Gyatso, der 14. Dalai Lama                             | Trygve Haavelmo                                               |
| 1990 | Jerome Isaac Friedman            | Elias James Corey                        | Joseph Edward Murray        | Octavio Paz                  | Michail Gorbatschow                                           | Harry Markowitz                                               |
| 1990 | Henry Way Kendall                | Elias James Corey                        | Edward Donnall Thomas       | Octavio Paz                  | Michail Gorbatschow                                           | Merton H. Miller                                              |
| 1990 | Richard Edward Taylor            | Elias James Corey                        | Edward Donnall Thomas       | Octavio Paz                  | Michail Gorbatschow                                           | William F. Sharpe                                             |
| 1991 | Pierre-Gilles de Gennes          | Richard R. Ernst                         | Erwin Neher                 | Nadine Gordimer              | Aung San Suu Kyi                                              | Ronald Coase                                                  |
| 1991 | Pierre-Gilles de Gennes          | Richard R. Ernst                         | Bert Sakmann                | Nadine Gordimer              | Aung San Suu Kyi                                              | Ronald Coase                                                  |
| 1992 | Georges Charpak                  | Rudolph Arthur Marcus                    | Edmond Henri Fischer        | Derek Walcott                | Rigoberta Menchú                                              | Gary Becker                                                   |
| 1992 | Georges Charpak                  | Rudolph Arthur Marcus                    | Edwin G. Krebs              | Derek Walcott                | Rigoberta Menchú                                              | Gary Becker                                                   |
| 1993 | Russell Hulse                    | Kary Mullis                              | Richard J. Roberts          | Toni Morrison                | Nelson Mandela                                                | Robert Fogel                                                  |
| 1993 | Joseph Hooton Taylor, Jr.        | Michael Smith                            | Phillip Allen Sharp         | Toni Morrison                | Frederik Willem de Klerk                                      | Douglass North                                                |
| 1994 | Bertram Brockhouse               | George A. Olah                           | Alfred Goodman Gilman       | Kenzaburō Ōe                 | Jassir Arafat                                                 | John Harsanyi                                                 |
| 1994 | Clifford Shull                   | George A. Olah                           | Martin Rodbell              | Kenzaburō Ōe                 | Schimon Peres                                                 | John Forbes Nash Jr.                                          |
| 1994 | Clifford Shull                   | George A. Olah                           | Martin Rodbell              | Kenzaburō Ōe                 | Jitzchak Rabin                                                | Reinhard Selten                                               |
| 1995 | Martin Lewis Perl                | Paul J. Crutzen                          | Edward B. Lewis             | Seamus Heaney                | Józef Rotblat                                                 | Robert E. Lucas                                               |
| 1995 | Frederick Reines                 | Mario J. Molina                          | Christiane Nüsslein-Volhard | Seamus Heaney                | Pugwash Conferences on Science and World Affairs              | Robert E. Lucas                                               |
| 1995 | Frederick Reines                 | F. Sherwood Rowland                      | Eric Wieschaus              | Seamus Heaney                | Pugwash Conferences on Science and World Affairs              | Robert E. Lucas                                               |
| 1996 | David Morris Lee                 | Robert F. Curl                           | Peter Doherty               | Wisława Szymborska           | Carlos Filipe Ximenes Belo                                    | James Mirrlees                                                |
| 1996 | Douglas Dean Osheroff            | Harold Kroto                             | Rolf Zinkernagel            | Wisława Szymborska           | José Ramos-Horta                                              | William Vickrey                                               |
| 1996 | Robert Coleman Richardson        | Richard E. Smalley                       | Rolf Zinkernagel            | Wisława Szymborska           | José Ramos-Horta                                              | William Vickrey                                               |
| 1997 | Steven Chu                       | Paul Delos Boyer                         | Stanley Prusiner            | Dario Fo                     | Internationale Kampagne für das Verbot von Landminen          | Robert C. Merton                                              |
| 1997 | Claude Cohen-Tannoudji           | John E. Walker                           | Stanley Prusiner            | Dario Fo                     | Internationale Kampagne für das Verbot von Landminen          | Myron S. Scholes                                              |
| 1997 | William Daniel Phillips          | Jens Christian Skou                      | Stanley Prusiner            | Dario Fo                     | Jody Williams                                                 | Myron S. Scholes                                              |
| 1998 | Robert Betts Laughlin            | Walter Kohn                              | Robert Francis Furchgott    | José Saramago                | John Hume                                                     | Amartya Sen                                                   |
| 1998 | Horst Ludwig Störmer             | John Anthony Pople                       | Louis J. Ignarro            | José Saramago                | David Trimble                                                 | Amartya Sen                                                   |
| 1998 | Daniel Chee Tsui                 | John Anthony Pople                       | Ferid Murad                 | José Saramago                | David Trimble                                                 | Amartya Sen                                                   |
| 1999 | Gerard ’t Hooft                  | Ahmed Zewail                             | Günter Blobel               | Günter Grass                 | Ärzte ohne Grenzen                                            | Robert Mundell                                                |
| 1999 | Martinus J. G. Veltman           | Ahmed Zewail                             | Günter Blobel               | Günter Grass                 | Ärzte ohne Grenzen                                            | Robert Mundell                                                |
| 2000 | Schores I. Alfjorow              | Alan J. Heeger                           | Arvid Carlsson              | Gao Xingjian                 | Kim Dae-jung                                                  | James Heckman                                                 |
| 2000 | Herbert Kroemer                  | Alan MacDiarmid                          | Paul Greengard              | Gao Xingjian                 | Kim Dae-jung                                                  | Daniel McFadden                                               |
| 2000 | Jack Kilby                       | Hideki Shirakawa                         | Eric Kandel                 | Gao Xingjian                 | Kim Dae-jung                                                  | Daniel McFadden                                               |
| 2001 | Eric Allin Cornell               | William S. Knowles                       | Leland H. Hartwell          | V. S. Naipaul                | UNO                                                           | George A. Akerlof                                             |
| 2001 | Wolfgang Ketterle                | Ryōji Noyori                             | Tim Hunt                    | V. S. Naipaul                | Kofi Annan                                                    | A. Michael Spence                                             |
| 2001 | Carl Edwin Wieman                | Barry Sharpless                          | Paul Nurse                  | V. S. Naipaul                | Kofi Annan                                                    | Joseph E. Stiglitz                                            |
| 2002 | Raymond Davis junior             | John B. Fenn                             | Sydney Brenner              | Imre Kertész                 | Jimmy Carter                                                  | Daniel Kahneman                                               |
| 2002 | Masatoshi Koshiba                | Kōichi Tanaka                            | H. Robert Horvitz           | Imre Kertész                 | Jimmy Carter                                                  | Vernon L. Smith                                               |
| 2002 | Riccardo Giacconi                | Kurt Wüthrich                            | John E. Sulston             | Imre Kertész                 | Jimmy Carter                                                  | Vernon L. Smith                                               |
| 2003 | Alexei A. Abrikossow             | Peter Agre                               | Paul Christian Lauterbur    | J. M. Coetzee                | Shirin Ebadi                                                  | Robert F. Engle                                               |
| 2003 | Witali L. Ginsburg               | Roderick MacKinnon                       | Peter Mansfield             | J. M. Coetzee                | Shirin Ebadi                                                  | Clive W. J. Granger                                           |
| 2003 | Anthony James Leggett            | Roderick MacKinnon                       | Peter Mansfield             | J. M. Coetzee                | Shirin Ebadi                                                  | Clive W. J. Granger                                           |
| 2004 | David Gross                      | Aaron Ciechanover                        | Richard Axel                | Elfriede Jelinek             | Wangari Maathai                                               | Finn E. Kydland                                               |
| 2004 | David Politzer                   | Avram Hershko                            | Linda B. Buck               | Elfriede Jelinek             | Wangari Maathai                                               | Edward C. Prescott                                            |
| 2004 | Frank Wilczek                    | Irwin Rose                               | Linda B. Buck               | Elfriede Jelinek             | Wangari Maathai                                               | Edward C. Prescott                                            |
| 2005 | Roy Jay Glauber                  | Yves Chauvin                             | Barry Marshall              | Harold Pinter                | Internationale Atomenergie-Organisation                       | Robert Aumann                                                 |
| 2005 | John Lewis Hall                  | Robert Grubbs                            | Robin Warren                | Harold Pinter                | Internationale Atomenergie-Organisation                       | Thomas Schelling                                              |
| 2005 | Theodor Hänsch                   | Richard R. Schrock                       | Robin Warren                | Harold Pinter                | Mohammed el-Baradei                                           | Thomas Schelling                                              |
| 2006 | John Cromwell Mather             | Roger D. Kornberg                        | Andrew Z. Fire              | Orhan Pamuk                  | Muhammad Yunus                                                | Edmund S. Phelps                                              |
| 2006 | George Smoot                     | Roger D. Kornberg                        | Craig Mello                 | Orhan Pamuk                  | Grameen Bank                                                  | Edmund S. Phelps                                              |
| 2007 | Albert Fert                      | Gerhard Ertl                             | Mario Capecchi              | Doris Lessing                | Weltklimarat (IPCC)                                           | Leonid Hurwicz                                                |
| 2007 | Peter Grünberg                   | Gerhard Ertl                             | Martin Evans                | Doris Lessing                | Al Gore                                                       | Eric S. Maskin                                                |
| 2007 | Peter Grünberg                   | Gerhard Ertl                             | Oliver Smithies             | Doris Lessing                | Al Gore                                                       | Roger B. Myerson                                              |
| 2008 | Yōichirō Nambu                   | Osamu Shimomura                          | Harald zur Hausen           | Jean-Marie Gustave Le Clézio | Martti Ahtisaari                                              | Paul Krugman                                                  |
| 2008 | Makoto Kobayashi                 | Martin Chalfie                           | Françoise Barré-Sinoussi    | Jean-Marie Gustave Le Clézio | Martti Ahtisaari                                              | Paul Krugman                                                  |
| 2008 | Toshihide Masukawa               | Roger Tsien                              | Luc Montagnier              | Jean-Marie Gustave Le Clézio | Martti Ahtisaari                                              | Paul Krugman                                                  |
| 2009 | Charles Kuen Kao                 | Venkatraman Ramakrishnan                 | Elizabeth Blackburn         | Herta Müller                 | Barack Obama                                                  | Elinor Ostrom                                                 |
| 2009 | Willard Boyle                    | Thomas A. Steitz                         | Carol W. Greider            | Herta Müller                 | Barack Obama                                                  | Oliver E. Williamson                                          |
| 2009 | George Elwood Smith              | Ada Yonath                               | Jack Szostak                | Herta Müller                 | Barack Obama                                                  | Oliver E. Williamson                                          |
| 2010 | Andre Geim                       | Richard F. Heck                          | Robert Edwards              | Mario Vargas Llosa           | Liu Xiaobo                                                    | Peter A. Diamond                                              |
| 2010 | Konstantin Novoselov             | Ei-ichi Negishi                          | Robert Edwards              | Mario Vargas Llosa           | Liu Xiaobo                                                    | Dale Mortensen                                                |
| 2010 | Konstantin Novoselov             | Akira Suzuki                             | Robert Edwards              | Mario Vargas Llosa           | Liu Xiaobo                                                    | Christopher Pissarides                                        |
| 2011 | Saul Perlmutter                  | Dan Shechtman                            | Bruce Beutler               | Tomas Tranströmer            | Ellen Johnson Sirleaf                                         | Christopher Sims                                              |
| 2011 | Adam Riess                       | Dan Shechtman                            | Jules Hoffmann              | Tomas Tranströmer            | Leymah Gbowee                                                 | Thomas Sargent                                                |
| 2011 | Brian P. Schmidt                 | Dan Shechtman                            | Ralph M. Steinman           | Tomas Tranströmer            | Tawakkol Karman                                               | Thomas Sargent                                                |
| 2012 | Serge Haroche                    | Robert Lefkowitz                         | John Gurdon                 | Mo Yan                       | Europäische Union                                             | Alvin E. Roth                                                 |
| 2012 | David Wineland                   | Brian Kobilka                            | Shin’ya Yamanaka            | Mo Yan                       | Europäische Union                                             | Lloyd S. Shapley                                              |
| 2013 | François Englert                 | Martin Karplus                           | James Rothman               | Alice Munro                  | Organisation für das Verbot chemischer Waffen                 | Eugene Fama                                                   |
| 2013 | Peter Higgs                      | Michael Levitt                           | Randy Schekman              | Alice Munro                  | Organisation für das Verbot chemischer Waffen                 | Lars Peter Hansen                                             |
| 2013 | Peter Higgs                      | Arieh Warshel                            | Thomas Südhof               | Alice Munro                  | Organisation für das Verbot chemischer Waffen                 | Robert J. Shiller                                             |
| 2014 | Isamu Akasaki                    | Eric Betzig                              | John O’Keefe                | Patrick Modiano              | Kailash Satyarthi                                             | Jean Tirole                                                   |
| 2014 | Hiroshi Amano                    | Stefan Hell                              | May-Britt Moser             | Patrick Modiano              | Malala Yousafzai                                              | Jean Tirole                                                   |
| 2014 | Shuji Nakamura                   | William Moerner                          | Edvard Moser                | Patrick Modiano              | Malala Yousafzai                                              | Jean Tirole                                                   |
| 2015 | Takaaki Kajita                   | Tomas Lindahl                            | William C. Campbell         | Swetlana Alexijewitsch       | Quartet du dialogue national                                  | Angus Deaton                                                  |
| 2015 | Arthur McDonald                  | Paul Modrich                             | Satoshi Ōmura               | Swetlana Alexijewitsch       | Quartet du dialogue national                                  | Angus Deaton                                                  |
| 2015 | Arthur McDonald                  | Aziz Sancar                              | Tu Youyou                   | Swetlana Alexijewitsch       | Quartet du dialogue national                                  | Angus Deaton                                                  |
| 2016 | David J. Thouless                | Jean-Pierre Sauvage                      | Yoshinori Ōsumi             | Bob Dylan                    | Juan Manuel Santos                                            | Oliver Hart                                                   |
| 2016 | F. Duncan M. Haldane             | Fraser Stoddart                          | Yoshinori Ōsumi             | Bob Dylan                    | Juan Manuel Santos                                            | Bengt Holmström                                               |
| 2016 | J. Michael Kosterlitz            | Ben Feringa                              | Yoshinori Ōsumi             | Bob Dylan                    | Juan Manuel Santos                                            | Bengt Holmström                                               |
| 2017 | Rainer Weiss                     | Jacques Dubochet                         | Jeffrey C. Hall             | Kazuo Ishiguro               | Internationale Kampagne zur Abschaffung von Atomwaffen        | Richard Thaler                                                |
| 2017 | Barry Barish                     | Joachim Frank                            | Michael Rosbash             | Kazuo Ishiguro               | Internationale Kampagne zur Abschaffung von Atomwaffen        | Richard Thaler                                                |
| 2017 | Kip Thorne                       | Richard Henderson                        | Michael W. Young            | Kazuo Ishiguro               | Internationale Kampagne zur Abschaffung von Atomwaffen        | Richard Thaler                                                |
| 2018 | Arthur Ashkin                    | Frances H. Arnold                        | James P. Allison            | Olga Tokarczuk               | Denis Mukwege                                                 | William D. Nordhaus                                           |
| 2018 | Gérard Mourou                    | George P. Smith                          | Tasuku Honjo                | Olga Tokarczuk               | Nadia Murad                                                   | Paul Romer                                                    |
| 2018 | Donna Strickland                 | Gregory Winter                           | Tasuku Honjo                | Olga Tokarczuk               | Nadia Murad                                                   | Paul Romer                                                    |
| 2019 | James Peebles                    | John B. Goodenough                       | William G. Kaelin           | Peter Handke                 | Abiy Ahmed                                                    | Abhijit Banerjee                                              |
| 2019 | Michel Mayor                     | M. Stanley Whittingham                   | Peter J. Ratcliffe          | Peter Handke                 | Abiy Ahmed                                                    | Esther Duflo                                                  |
| 2019 | Didier Queloz                    | Akira Yoshino                            | Gregg L. Semenza            | Peter Handke                 | Abiy Ahmed                                                    | Michael Kremer                                                |
| 2020 | Roger Penrose                    | Emmanuelle Charpentier                   | Harvey J. Alter             | Louise Glück                 | Welternährungsprogramm der Vereinten Nationen (WFP)           | Paul Milgrom                                                  |
| 2020 | Reinhard Genzel                  | Jennifer A. Doudna                       | Michael Houghton            | Louise Glück                 | Welternährungsprogramm der Vereinten Nationen (WFP)           | Robert B. Wilson                                              |
| 2020 | Andrea Ghez                      | Jennifer A. Doudna                       | Charles M. Rice             | Louise Glück                 | Welternährungsprogramm der Vereinten Nationen (WFP)           | Robert B. Wilson                                              |
| 2021 | Giorgio Parisi                   | Benjamin List                            | David Julius                | Abdulrazak Gurnah            | Maria Ressa                                                   | David Card                                                    |
| 2021 | Klaus Hasselmann                 | David MacMillan                          | Ardem Patapoutian           | Abdulrazak Gurnah            | Dmitri Muratow                                                | Joshua Angrist                                                |
| 2021 | Syukuro Manabe                   | David MacMillan                          | Ardem Patapoutian           | Abdulrazak Gurnah            | Dmitri Muratow                                                | Guido Imbens                                                  |
| 2022 | Alain Aspect                     | Carolyn Bertozzi                         | Svante Pääbo                | Annie Ernaux                 | Ales Bjaljazki                                                | Ben Bernanke                                                  |
| 2022 | John Clauser                     | Morten P. Meldal                         | Svante Pääbo                | Annie Ernaux                 | Memorial                                                      | Douglas W. Diamond                                            |
| 2022 | Anton Zeilinger                  | Barry Sharpless                          | Svante Pääbo                | Annie Ernaux                 | Center for Civil Liberties                                    | Philip Dybvig                                                 |
| 2023 | Pierre Agostini                  | Moungi Bawendi                           | Katalin Karikó              | Jon Fosse                    | Narges Mohammadi                                              | Claudia Goldin                                                |
| 2023 | Ferenc Krausz                    | Louis Brus                               | Drew Weissman               | Jon Fosse                    | Narges Mohammadi                                              | Claudia Goldin                                                |
| 2023 | Anne L’Huillier                  | Alexei Iwanowitsch Jekimow               | Drew Weissman               | Jon Fosse                    | Narges Mohammadi                                              | Claudia Goldin                                                |
| 2024 | Geoffrey Hinton                  | David Baker                              | Victor Ambros               | Han Kang                     | Nihon Hidankyō                                                | Daron Acemoğlu                                                |
| 2024 | John Hopfield                    | Demis Hassabis                           | Gary Ruvkun                 | Han Kang                     | Nihon Hidankyō                                                | Simon Johnson                                                 |
| 2024 | John Hopfield                    | John M. Jumper                           | Gary Ruvkun                 | Han Kang                     | Nihon Hidankyō                                                | James A. Robinson                                             |
| Jahr | Physik                           | Chemie                                   | Physiologie oder Medizin    | Literatur                    | Frieden                                                       | Wirtschafts- wissenschaften                                   |